# Dicranomyia nigritorus
Dicranomyia nigritorus är en tvåvingeart som först beskrevs av Alexander 1975.  Dicranomyia nigritorus ingår i släktet Dicranomyia och familjen småharkrankar.
Artens utbredningsområde är Iran. Inga underarter finns listade i Catalogue of Life.